# Mestni Vrh
Mestni Vrh – wieś w Słowenii, w gminie miejskiej Ptuj. W 2018 roku liczyła 675 mieszkańców. 